# Bayram Çetin
Bayram Çetin (Uşak, 17 juli 1985) is een Turks voetballer die bij voorkeur als verdediger speelt. Hij verruilde in juli 2013 Inegölspor voor Aydınspor.